# Carminodoris estrelyado
Carminodoris estrelyado (Gosliner & Behrens, 1998) è un mollusco nudibranco appartenente alla famiglia Discodorididae.